# Cataratas de Hopetoun

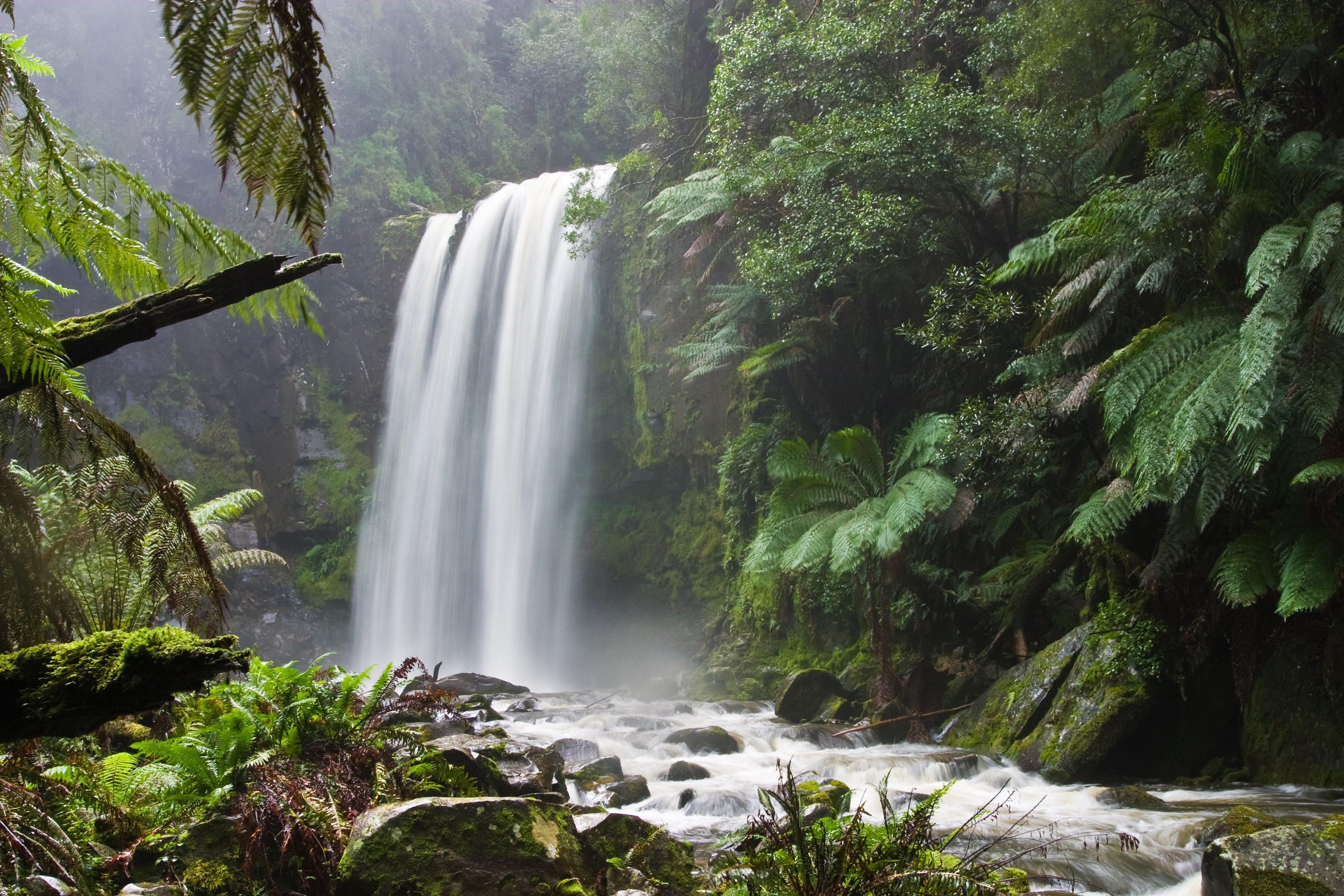
Cataratas de Hopetoun

Cataratas de Hopetoun localizam-se na Austrália, no estado de Victoria, em Melbourne.